# Koimbani
Koimbani – miasto na Komorach; na wyspie Wielki Komor. Według spisu ludności, w 2003 roku liczyło 2054 mieszkańców.